# Айбен, Райнхард
Райнхард Айбен (нем. Reinhard Eiben, род. 4 декабря 1951 года, Цвиккау) — восточногерманский каноист, выступавший в гребном слаломе. 

## Спортивные достижения
Райнхард Айбен принимал участие в соревнованиях на каноэ на летних Олимпийских играх 1972, где завоевал золотую медаль.
Также завоевал две золотые медали на чемпионатах мира в дисциплине C-1 в 1973 году в Муотатале и в командном зачете в 1977 году в Шпитталь-ан-дер-Драу.

## Награды
- Орден «За заслуги перед Отечеством» (ГДР), серебро (1972)
- Орден «За заслуги перед Отечеством» (ГДР), бронза (1974)